# Schuster János
Schuster János Konstantin (Johann Nepomuk Konstantin Schuster) (Pécs, 1777. május 7. – Pest, 1838. május 19.) orvosdoktor, egyetemi tanár, a Magyar Tudományos Akadémia rendes tagja.

## Élete
Schuster János pékmester és Kellner Anna fia. Szülővárosában végezte a gimnáziumot, a mai Nagy Lajos Gimnázium elődjébe járt, 1792-től 1794-ig a bölcseleti osztályban. 1794–96 közt elvégezte a jogot, ezután Pesten tanult orvostudományt 1800-ig. 1802. február 10-én a vegytani tanszék mellett segéd lett 200 forint fizetéssel és március 16-án orvosdoktorrá avatták.
1804-1805-ben egyéves tanulmányútra ment Poroszországba, és főleg Berlinben Klaproth mellett töltött hosszabb időt. Visszatérve Pestre, 1806. május 27-től 1808. szeptember 16-ig a gyógyszerészek korrepetitora volt, 1808. szeptember 26-án pedig a kolozsvári líceumban a kémia, mineralógia és metallurgia tanárává nevezték ki. Itt azonban csak rövid ideig dolgozott, mert még ugyanebben az évben december 20-án a pesti egyetemhez került a természetrajztanárnak.
1809-ben a katonaságnál ingyenes orvosi szolgálatot teljesített, miközben maga is súlyos tífuszon esett át. Winterl Jakab halála után 1811. február 19-én a vegytan tanára lett, emellett helyettesként növénytant is tanított 1817. május 21-ig, amikor a növénytani tanszékre kinevezték Haberle Károlyt. Ezen idő alatt a Magyar Nemzeti Múzeum természetrajzi osztályát is rendezte és lajstromozta. A vegytani tanszéket hosszas betegeskedés után 1838-ig látta el. 1810-től 1813-ig a dékáni hivatalt vezette, az 1821-22. tanévre pedig rektorrá választották. Buzgósága, mellyel gyógyszeres növendékei közt a magyar nyelvet behozta, s a természettudományok minden ágában nagy jártassága szerezték meg neki 1831. február 20-án a Magyar Tudományos Akadémia rendes tagságát. A vegytan és gyógyszerészet gyakorlásán kívül, nagy szorgalommal folytatta a vegytani magyar műnyelv megállapítását és a magyar nyelvnek a keleti nyelvekkel való összehasonlító vizsgálatát. 1836. augusztus 1-jén Baranya vármegye táblabírájának választotta. Meghalt 1838. május 19-én Pesten, tanítványai vállaikon vitték sírhelyére, Kisfaludy Károly sírja közelében.
Cikkei a Lübeck, Oeconom. Lexikonában (II. k. 1812. Dissertatio de Sachari succedaneis) és az Orvosi Tárban; a Tudom. Gyűjteményben (1817. V. Dissertatio critica in Serresii iteo: egy magyarnak észrevételei a Marcel de Serres az ausztriai birodalomban tett utazásai eránt); az Orvosi Tárban (1831. I. Keletindiai cholera). Több cikke jelent meg névtelenül.

## Munkái
- Lob der Musik. Kantate. Pest, 1801. (Meisznerrel együtt.)
- Jakob Joseph Winterl's Darstellung der vier Bestandtheile der anorganischen Natur. Eine Umarbeitung des ersten Theiles seiner Prolusionen und Accessionen. Aus dem Lateinischen Übersetzt. Jena, 1804.
- System der dualistischen Chemie des Professor Jak. Jos. Winterl. Berlin, 1807. Két kötet.
- Terminologia botanica. Budae, 1808. (Ism. N. Annalen der Literatur 1809. I. 164. l. 2. jav. kiadás. Uo. 1815.)
- Geschichte der Stadt Pesth. Gedruckt 1806. Ausgegeben 1815, Pesth.
- Breton, Illyrien und Dalmatien oder Illyrer und Dalmatier und ihrer Nachbarn. Aus dem Französichen von Janus Pannonius. Uo. 1816. (2. kiadás. Uo. 1830. 35 képpel.)
- P. Orfila's Rettungsverfahren bei Vergiftungen und dem Scheintode; nebst Mitteln zur Erkennung der Gifte, der verfälschten Weine und zur Unterscheidung des wirklichen vom Scheintode. Aus dem Französischen übersetzt und mit einer Rettungsapotheke vermehrt. Uo. 1819.
- De opio. Uo. 1819.
- De iodo. Uo. 1827.
- De ferro. Uo. 1829. (a 8-10. sz. munkái névtelenül jelentek meg).
- Pauli Kitaibel, Hydrographia Hungariae, praemissa auctoris vita. Uo. 1829. Két kötet.
- Gyógyszerek árszabása. Magyarországra és a hozzá kapcsolt tartományokra alkalmaztatva. Buda, 1829 és 1845. (Névtelenül. Magyar, latin és német szöveg.)
- Kleiner chemischer Apparat. Pesth, 1829.
- Gyógyszeres értekezések. Kiadta. Uo. 1829-30. Két kötet.